# 경북대학교 총장 공석사태
경북대 총장 공석사태는 2012년에 국립대 총장 선거가 직선제에서 간선제로 법이 개정되었으나, 대한민국 정부와 교육부가 국립 경북대학교에 자율성을 그대로 인정하지 않고, 총장 임용 제청의 권한이 교육부장관과 대통령에게 있다고 주장하여, 박근혜 정부가 국립대 총장의 임용 제청을 거부하여 생긴 사태이다.
- 소송은 진행 중이나, 피해자인 김사열 교수에 대한 재임용을 추진하려는 움직임보다, 대학에 자율권과 사회 정의 정립을 위해서, 경북대학교 총장 임용 취소처분 소송이 삐뚤어진 역사를 바로 세우자는 취지에서 진행중임

## 총장 임용 결과
- 우병우 민정수석의 주장대로, 2순위인 김상동 교수가 총장으로 임용제청이 이루어지며, 사실상 총장 공석사태는 일단락 되었음
- 김상동 교수는 2017년 1월 취임식을 가진 후, 18대 총장으로 임용이 이루어진 상태이다.
- 김사열 교수는 2020년 3월 국가균형발전위원회 위원장으로 취임하고, 홍원화 교수가 2020년 10월 19대 경북대학교 총장으로 임용된 상태이다.
- 계속적인 소송은 사건에 대한 보상을 원한다는 취지보다, 역사 바로 세우기를 위한 취지로 경북대학교 총장 임용 취소처분 소송을 진행 중이며, 대법원 판결만 남은 상황이다.

## 사건 전개 현황
1. 2012년 국립대 총장 선임 권한이 대학에 자율성을 보장하는 차원에서 직선제가 아닌 간선제로 넘어감
2. 2013년 11월 경북대 총장 선거가 2014년에 예정되어 있을 때, 간선제를 위한 후보 교수들의 선거단이 각각 조직됨
3. 2014년 5월-06월 김동현, 김형기, 이상룡, 장지상, 김사열, 김상동, 이상철, 장태원 첫 총장 임용 간선제 후보 출사표
4. 2014년 7월 추천 1순위 김사열 2순위 김동현 교수가 선정되었으나 진상조사위원회에서 첫 간선제에 오류를 발견하고 재선거를 치룰 것을 요구
5. 2014년 8월 함인석 제 17대 총장 퇴임 후 첫 총장 공석사태를 메꾸기 위해 정성광 의무부총장 직무대행
6. 2014년 9월 황석근 교수가 총장 직무대행으로 결정나며, 정성광 총장 직무대행이 다시 원래 의무부총장 자리로 돌아감
7. 2014년 10월 김사열 교수 김상동 교수가 총장 임용선거에서 각각 1순위 및 2순위로 추천됨
8. 2014년 12월 교육부에서 총장 임용제청 거부
9. 2015년 1월 총장 공석 사태 장기화에 교육부의 거부로 대학의 자율성 논쟁과 교육부의 공권력 남용을 중심으로, 경북대와 교육부와의 기싸움 과열
10. 2015년 2월 교육부의 임용제청 거부 사태로 손동철 부총장이 총장 직무대행으로 임명
11. 2015년 3월 교육부를 상대로 경북대학교 교수회, 경북대학교 학생회가 단결하여 소송 진행
12. 2015년 4월 대학 자율성 수호를 위한 경북대 교수 모임 결성과 성명서 발표, 교육부의 위법성과 부당함을 규탄하는 교내 가두 행진 전개와 대토론회 개최
13. 2015년 5월 경북대 총장 임용제청을 위한 1만명 서명 운동 발족, 경북대학교 총장 임용제청을 위한 원정대가 세종시 교육부 정부 청사 앞에서 시위 전개 및 10만명 서명운동으로 교육부 甲질에 대응
14. 2015년 7월 대구 시민들과 시민단체 그리고 영남권내의 사학 및 교육재단들과 서명운동에 동참한 서명자 명단, 교육부와 헌법재판소에 일부 전달
15. 2015년 8월 김사열 교수 1심 승소 후 기자들과 간담회 및 인터뷰 기사 결과들이 SNS 및 사설 일간지와 온라인 기사에 게재됨
16. 2015년 9월 교육부 패소 후, 경북대학교 측에 패소 결과에 대한 교육부 회의 결과에 대해서 공문을 보내옴, 그 와중에 부산대 故[고현철] 교수 총장직선제 폐지에 항거 투신자살
17. 2015년 10월 교육부 측에선 2 순위 후보자에 대한 임명을 진행하겠다는 통보, 그 후, 거점국립대 교수회 성립 후 부산대 故[고현철] 교수 추모에 경북대학교 교수회 및 학생회 동참
18. 2015년 11월 암묵적인 교육부의 거센 압박이 몰아치는 가운데서 교수회 의장 선거 진행 후, 총장 재선출 총투표로 내부갈등 과부하
19. 2015년 12월 경북대학교 치과병원 병원장에 추천된 2명의 후보도, 교육부에서 임용 거부로 이미 증폭된 학내에 교육부에 대한 불신과 불만 더욱 과열
20. 2016년 1월 교육부는 사태 해결을 위해서는 교육부가 대법원에서 승소하거나 해당 후보자들이 소송을 취하해야 한다고 주장하였고, 새 임용후보를 재추천하라는 공문대로 진행하길 강요
21. 2016년 2월 대구지법은 대학자율성수호를 위한, 경북대학교 교수모임에서 제기한 총장 재선출 투표실시 금지 가처분 신청을 받아들이만, 내부 혼란과 내부 갈등이 과열됨
22. 2016년 3월 윤재석 21대 경북대학교 교수회 의장이 총장부재사태를 주도적으로 풀어 나가겠다고 공표하며, 2년 임기를 시작하고 내부 구성원들의 갈등이 잠시 가라앉음
23. 2016년 4월 경북대학교 교수회의에서 김사열 교수가 총장부재사태해결 특별위원회에서, 총장임용 제청이 이루어지지 않는 것에 대한 입장 및 2심 소송준비 현황 발표
24. 2016년 5월 경북대학교 총학생회 및 중앙운영위원회에서 교육부를 상대로 총장 공석 사태로 인한 학생들의 물리적·정신적 피해 보상 청구 소송 진행과 경북대학교 교수회에서 토론회를 개최함
25. 2016년 6월 대한민국 제20대 국회 첫 업무보고에서 교육부는 대학 구성원들이 적법하게 뽑은 국립대 총장 후보를 이유도 밝히지 않은 채 임용하지 않은 것에 대해서 강력한 질타를 받음
26. 2016년 7월 교육부가 경북대학교에 총장후보자 재추천을 요청하는 공문을 보내겠다고 의지를 표명한 것을, 권선국 경북대학교 교무처장이 공표함.
27. 2016년 8월 수 많은 토론과 회의를 거쳐서, 재투표를 하지 않고, 경북대학교는 교육부에 김사열·김상동 총장후보를 재추천하기로 결정 후 교육부에 제출
28. 2016년 9월 학내에선 당연히, 순리대로 1순위인 김사열 교수가 총장으로 임용될 것이라 여겼지만, 당시, 우병우 민정수석이 강력하게 반발하며, 2순위를 임명하자고 주장
29. 2016년 10월 2순위 후보자였던, 김상동 교수가 총장 임용에 제청되면서, 김사열 교수는 2년간 긴 싸움 끝에 좌절하였으나, 전국에서 박근혜 대통령 퇴진 운동이 발발하며, 다시 주목 받게됨.
30. 2016년 11월 그 동안 정부에게 불만을 가진 모든 시민단체들과 진보적인 성향을 지닌 지식인들이 주도적으로 촛불 민심의 주축이 되면서, 경북대학교 및 국립대 총장 임용이 불합리하게 진행되었음을 표명
31. 2016년 12월 20대 국회 최순실 국정농단 특별조사위원회에서 '우병우' 청문회로 불리는 5차 청문회에서 경북대학교 총장 공석사태 및 임용의 불합리성에 대한 논란이 제기됨
32. 2017년 1월 김사열 교수가 박근혜 대통령을 상대로 소송을 제기한 것이 헤드라인 뉴스를 통해 모든 대중들에게 알려지면서, 향후 국정농단 사태와 연결고리에 대해 대중들의 관심이 높아짐
33. 2017년 2월-2020년 2월 연이은 줄소송이 진행되었고, 임용 취소소송은 패소하였으나, 경북대학교 김상동 총장 임용 취소소송 위원회 측에서 계속적인 항소를 진행함.
34. 2020년 3월 피해자인 김사열 교수가 국가균형발전위원회 위원장으로 임용됨.
35. 2020년 10월 19대 경북대학교 총장 홍원화 교수가 임용됨.
36. 2021년 기준으로, 대중들의 관심들이 사라진 상태지만, 경북대학교 총장 임용 취소처분 소송을 진행 중이며, 대법원 판결만 남은 상황이다.

## 같이 보기
- 경북대학교 총장 목록
- 경북대학교
- 김사열
- 황우여
- 박근혜
- 우병우